# جیمز ناتن
جیمز نوتون (انگلیسی: James Naughton؛ زادهٔ ۶ دسامبر ۱۹۴۵) یک بازیگر سینما و هنرپیشه اهل ایالات متحده آمریکا است. وی از سال ۱۹۷۱ میلادی تاکنون مشغول فعالیت بوده‌است.
از فیلم‌ها یا مجموعه‌های تلویزیونی که وی در آن‌ها نقش داشته است می‌توان به مادر خوب، بی‌فرزند و اولین باشگاه همسران اشاره نمود.